# Motor AMC V8

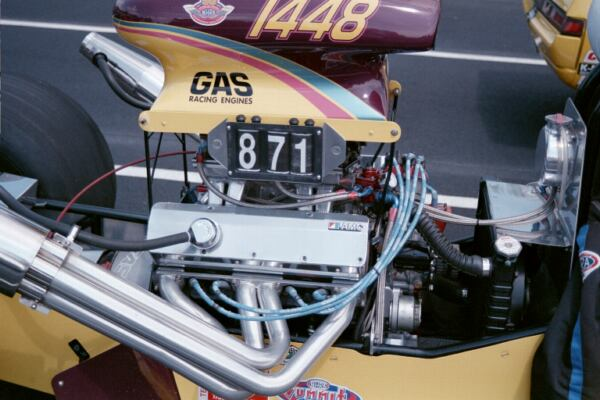
Motor AMC en un dragster GAS

La denominación AMC V8 se aplicó a cualquiera de los dos diseños de motores V8 OHV distintos que fueron desarrollados y fabricados por American Motors Corporation (AMC). Los motores fueron utilizados en automóviles y camiones por AMC, Kaiser e International Harvester, así como en aplicaciones marinas y estacionarias.
El primer diseño se fabricó entre 1956 y 1967. Una versión con electrojector sería el primer motor de producción comercial de la gama equipado con inyección electrónica (EFI) en el año modelo de 1957.
El segundo diseño se introdujo en 1966 y estuvo disponible en varias cilindradas a lo largo de los años, así como en versiones de carreras y de alto rendimiento.
En 1987, Chrysler adquirió AMC, lo que no impidió que se continuara fabricando la versión de 360 plg³ (5,9 L) de la "plataforma alta" de AMC, utilizándose este motor en el Jeep Grand Wagoneer hasta 1991.

## American Motors Corporation 'Rambler V8' (1956-1967)
Este motor se conoce más comúnmente como el Rambler V8. También se le conoce como AMC GEN1 (AMC V-8 de primera generación) y, a veces, como Nash V8.
El trabajo de diseño del primer motor V8 de AMC comenzó en 1954, produciéndose entre 1956 y 1967 un motor fabricado con tres cilindradas distintas comprendidas entre 250 plg³ (4,1 L) y 327 plg³ (5,4 L), incluida una versión pionera con inyección electrónica en el motor de mayor cilindrada a partir de 1957.
El presidente de American Motors, George W. Mason, había negociado un acuerdo verbal con Packard en el que las dos empresas se suministrarían mutuamente componentes cuando así fuera conveniente. Esto fue un preludio de una posible fusión de las dos empresas en una fecha posterior, pero el acuerdo nunca llegó a llevarse a la práctica. Con la aceptación en toda la industria de los diseños de motores V8 después de la Segunda Guerra Mundial, AMC comenzó a comprar en 1954 el motor Packard V8 para los modelos Nash Ambassador y Hudson Hornet de 1955. Estos Packard V8 se suministraron con juntas de culata extra gruesas para controlar la potencia de salida y venían acoplados exclusivamente a transmisiones automáticas Packard "Ultramatic". A raíz del acuerdo verbal, Packard envió a AMC algunas ofertas de piezas, pero fueron rechazadas por ser demasiado caras. George Romney, el nuevo líder de AMC, decidió no tener más relaciones con Packard poco después de asumir el cargo de director ejecutivo en octubre de 1954 tras la repentina muerte de Mason. Se dice que Romney dio órdenes para diseñar un motor V8 propio de AMC lo más rápido posible.
Al respecto, se puede citar directamente el artículo original publicado por la SAE en 1956, titulado "The New American Motors V8":

"Todo el programa estuvo bajo la dirección de Meade F. Moore, vicepresidente de investigación e ingeniería automotriz, y gracias a sus esfuerzos, el proyecto fue llevado a cabo en forma cooperativa por nuestros departamentos de ingeniería de Kenosha y Detroit. Obviamente, tal división de diseño y desarrollo requirió el máximo trabajo en equipo por parte de F. F. Kishline, ingeniero jefe, y sus asistentes, E. L. Monson y J. S. Voigt en Kenosha, y de R. H. Isbrandt, ingeniero jefe de diseño, y W. S. Berry, ingeniero mecánico jefe, en Detroit".

El equipo de ingeniería pudo poner en producción el V8 en menos de 18 meses.
El primer motor V8 de American Motor debutó con el modelo de 250 plg³ (4,1 L) en 1956, y con una versión de 327 plg³ (5,4 L) en 1957. La producción del modelo de 250 pulgadas cúbicas finalizó en 1963, siendo sustituido por una nueva versión de 287 plg³ (4,7 L).
Todos estos motores compartían dimensiones externas comunes, su peso era bastante ligero (de alrededor de 600 lb (272,2 kg)), y contaba con cigüeñal y varillas de acero forjado, al igual que la mayoría de las sus otros componentes mecánicos. La carrera para todos los V8 Gen-1 era de 3+1/4 de pulgada (82,6 mm). La cilindrada era un factor que dependía del diámetro de los cilindros: el de 250 plg³ (4,1 L) tenía un diámetro de 3+1/2 de pulgada (88,9 mm), el de 287 plg³ (4,7 L) tenía 3+3/4 de pulgada (95,3 mm) y el de 327 plg³ (5,4 L) medía 4 pulgadas (101,6 mm). Un número que indicaba el diámetro estaba grabado en la parte superior de la carcasa del volante de inercia del bloque del motor, inmediatamente detrás del banco derecho de la culata.
El bloque presentaba un faldón profundo, donde la fundición se extendía por debajo de la línea central del cigüeñal, formando una galería del cárter muy rígida. El aceite del sistema alimentaba una galería central que lubricaba la leva y el cigüeñal primero de adelante hacia atrás y luego se dividía en la parte delantera para alimentar las dos galerías de los elevadores de adelante hacia atrás. Desde la parte trasera de las dos galerías de los elevadores se suministra aceite hasta los dos semiejes de los balancines que sirven como galerías para lubricar la distribución. Los cambios de dirección hacia adelante y hacia atrás estaban diseñados para eliminar las áreas de aceite sucio que tienden a formar depósitos de residuos.

### 250

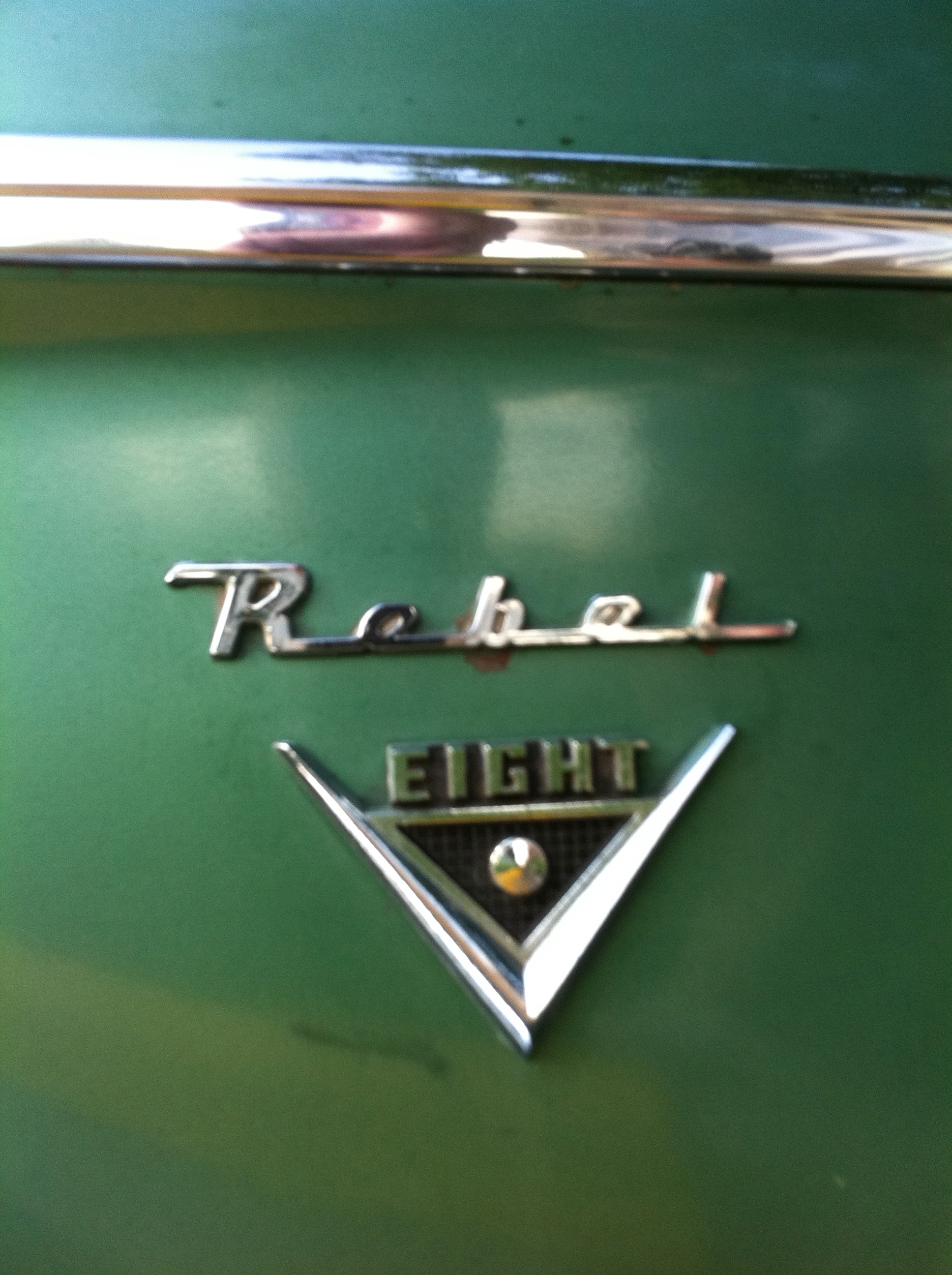
Emblema de un Rebel V8 de 1960

El 250 fue el primer motor V8 de American Motors desarrollado por la propia empresa, y se usó en automóviles de la compañía desde 1956 hasta 1961. Era un diseño OHV moderno e hizo su debut en los Nash Ambassador y Hudson Hornet "Especiales" de 1956. Estos coches tenían la motorización de un modelo de primera línea, pero se construyeron sobre plataformas de batalla corta de los Statesman y Wasp, de ahí el nombre de "Especiales". El 250 usaba elevadores de varillas, en variantes con carburadores de dos y de cuatro cuerpos (el de cuatro solo estuvo disponible en los Nash/Hudson "Especiales").
El 250 V8 era opcional en el Rambler de 1957. Todos los Rambler V8 de 1958-60 se denominaron "Rebel" y se designaron como una serie diferente. Es fácil confundir el Rambler V8 de 1957 y la línea Rebel de 1958-60 con el Rambler Rebel especial de 1957, un muscle car de edición limitada (véase la versión 327 a continuación). En 1961, el Rambler Six pasó a llamarse "Rambler Classic" para evitar la confusión entre los modelos de la gama Rambler. Más adelante, el motor V8 se convirtió en una opción en el Classic en lugar de recibir el tratamiento de un modelo separado.

### 287

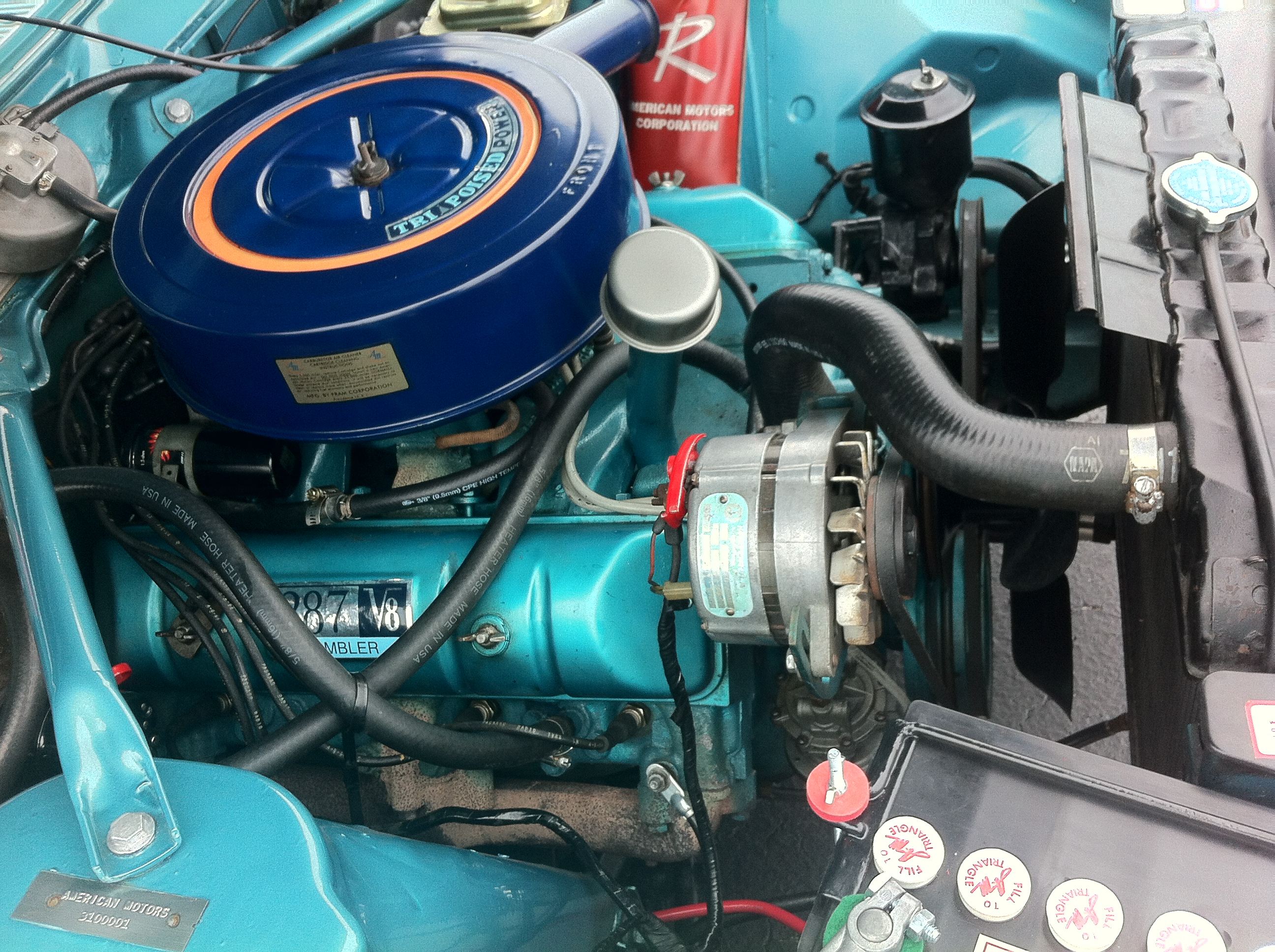
Compartimento de un motor AMC V8 287

Cuando se suspendió el 250 en 1961, no se ofreció un motor V8 en los modelos Rambler con la excepción del 327, que solo estaba disponible en el Ambassador de primera línea.
Los distribuidores se quejaron de esta situación, por lo que el motor V8 de 287 plg³ (4,7 L) se introdujo a mediados del año 1963 como una opción para el Rambler de "tamaño mediano". Al igual que el 327, utilizaba elevadores de válvulas hidráulicos. Solo se produjeron modelos con carburador de dos cuerpos, y no había opciones de cuatro cuerpos de fábrica del 287, ya que era el modelo económico entre los V8. El motor 287 se fabricó hasta el año modelo de 1966.

### 327

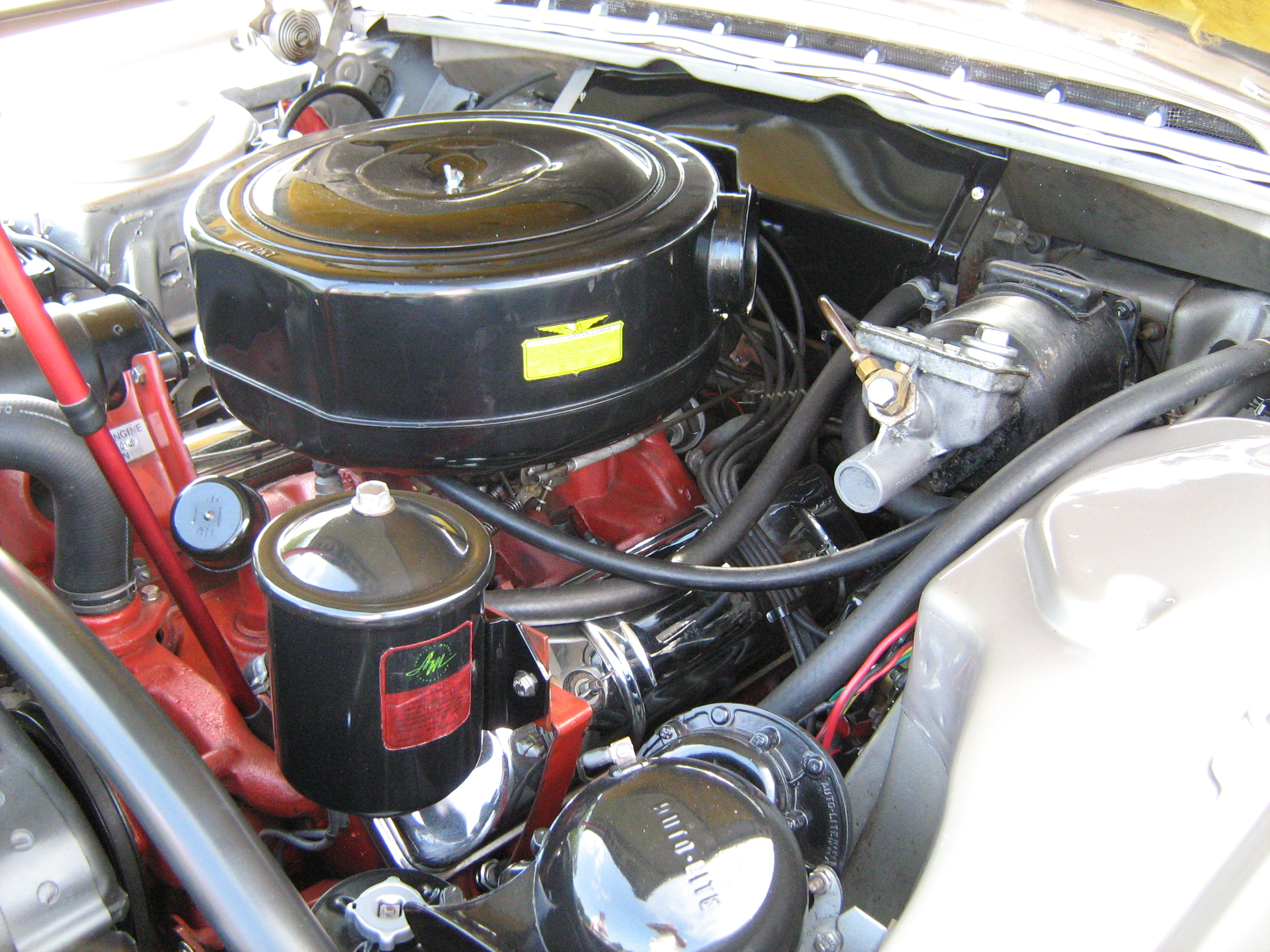
El AMC 327 V8 debutó en el Rambler Rebel de 1957, uno de los primeros "muscle car"

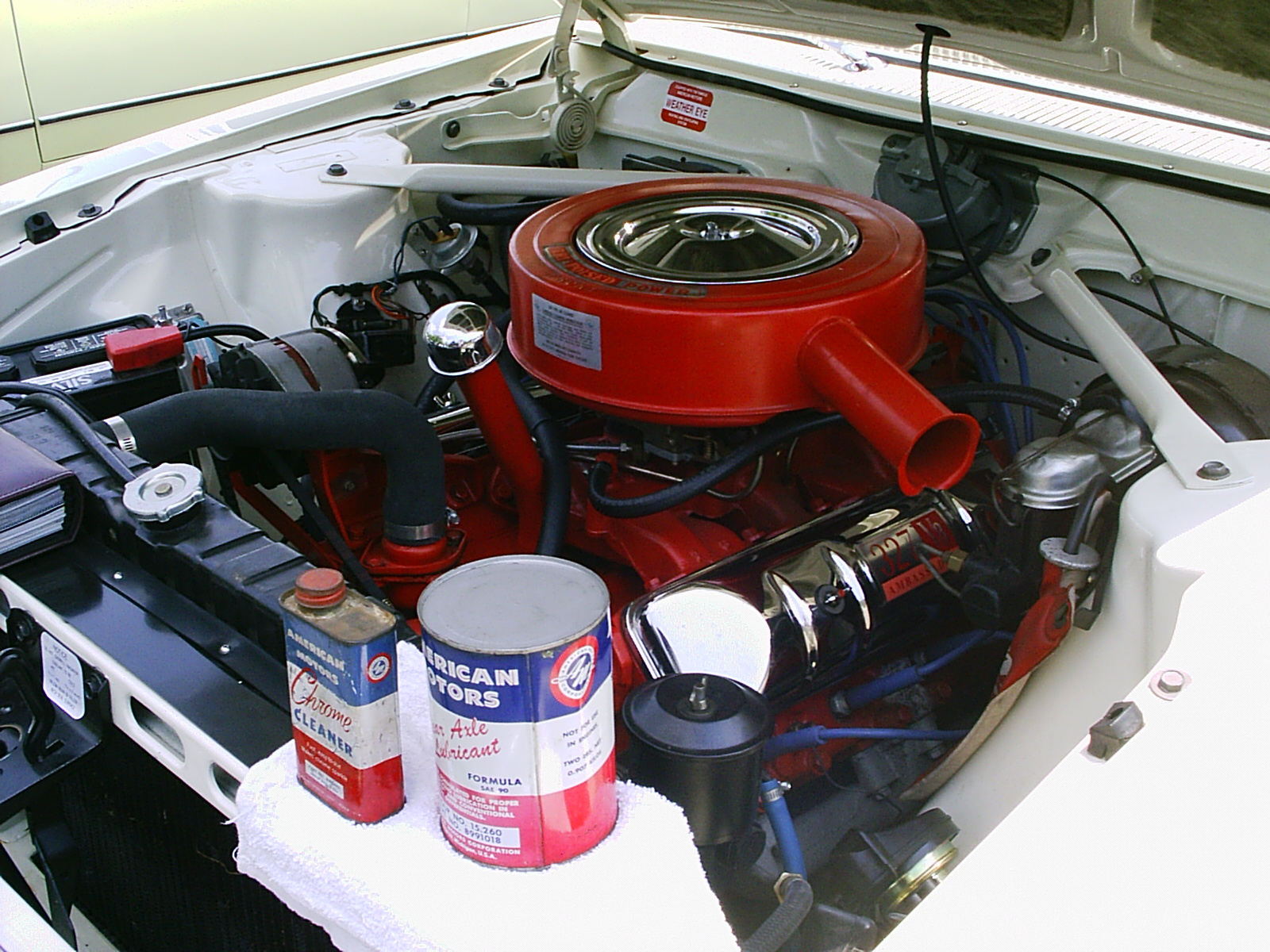
Compartimento del motor de un AMC Ambassador de 1963, con un motor 327 V8 con carburador de cuatro cuerpos

El AMC 327 era similar al 287, pero desplazaba 327 plg³ (5,4 L) debido al aumento de 4 pulgadas (101,6 mm) en el diámetro interior de los cilindros. A diferencia del 250, la mayoría de los 327 se produjeron con elevadores de válvulas hidráulicos (todos los Gray Marine 327 venían con elevadores mecánicos, al igual que el '57 Rebel). Contrariamente a algunos mitos, el AMC V8 no fue construido por Chevrolet, cuyo 327 V8 más conocido se presentó cinco años después.
El motor AMC 327 debutó en una edición especial del Rambler Rebel, del que se fabricaron 1.500 unidades, siendo uno de los primeros muscle car estadounidenses. Todos los Rebel tenían pintura plateada, con una "lanza" anodizada en oro en cada lado. El 327 no estaba disponible en ningún otro modelo Rambler en 1957 que no fuera la edición especial Rebel. El motor del Rebel se diferenciaba de los 327 instalados en los modelos Nash Ambassador y Hudson Hornet de 1957 en que utilizaba elevadores de válvulas mecánicos y una relación de compresión más alta. Dado que ambos motores fueron tasados en 255 HP (190 kW; 259 CV), es probable que se subestimara la potencia real del Rebel.
Los modelos Nash Ambassador y Hudson Hornet "Especiales" se abandonaron después de 1957 y fueron reemplazados por el Rambler Rebel de 1958 con el motor 250 V8. El Rebel era un Rambler con un motor V8 (y modificaciones necesarias como resortes delanteros y eje trasero más fuertes). El nombre Rebel se agregó para diferenciar el Rambler estándar de seis cilindros del modelo V8. Los coches grandes de las gamas de Nash y Hudson también se abandonaron después de 1957, reemplazados por el "Ambassador by Rambler" de 1958, un Rebel alargado con el motor 327 V8 en lugar del 250. El 327 era exclusivo de la línea Ambassador y no se pudo pedir en un Rebel (o Classic posterior) hasta 1964. Para 1965 y 1966, el 287 y el 327 estuvieron disponibles en los modelos Classic y Ambassador.
El 327 se vendió a Kaiser Jeep de 1965 a 1967 para su uso en el Jeep Wagoneer y la camioneta pick-up Gladiator. Jeep lo llamó "Vigilante" V8. La carburación de dos cuerpos era estándar en estos modelos Jeep, pero una versión de alta compresión de cuatro cuerpos estuvo disponible en el Super Wagoneer con opciones altas de 1966 a 1968. Kaiser-Jeep cambió al motor Buick 350 en 1967, después de que AMC dejó de producir el 327. La opción del motor V8 de Buick continuó hasta 1971, después de lo cual Jeep volvió a los motores AMC V8, ya que American Motors compró Jeep a Kaiser en 1970.
Hubo versiones de baja y alta compresión del 327 a partir de 1960. Antes de 1960, todos los 327 eran de alta compresión. Todos los modelos de baja compresión usaban un carburador de dos cuerpos y todos los modelos de alta compresión recibían un carburador de cuatro cuerpos. La relación de baja compresión era de 8.7:1, y la alta de 9.7:1, que se lograba mediante el diferente diseño de los pistones.
Gray Marine Motor Company también ofreció el 327 como motor marino con el nombre de "Fireball".

### Inyección electrónica de combustible
El AMC 327 iba a ser el primer motor de producción en serie "electroyector" con inyección electrónica (EFI) comercial. Los informes de prensa sobre el sistema desarrollado por Bendix en diciembre de 1956 fueron seguidos en marzo de 1957 por un boletín de precios de AMC que ofrecía la opción EFI en el Rambler Rebel por 395 dólares, pero debido a dificultades con los proveedores, los Rebel con inyección de combustible solo estuvieron disponibles después del 15 de junio. Los problemas iniciales con la unidad electrónica significaron que solo se construyeron unos pocos motores para trabajos de ingeniería y presentación a la prensa, estimados en no más de seis unidades. Sin embargo, se sabe que se construyeron al menos dos Rebel de preproducción con EFI. Uno fue enviado a Daytona Beach para la "Semana de la velocidad" (prueba precursora de las posteriores 500 Millas de Daytona). Fue el segundo automóvil más rápido en la playa, superado solo por un Chevrolet Corvette de 1957 con inyección de combustible, y solo por un par de décimas de segundo.
La potencia del EFI 327 se tasó en 288 HP (215 kW; 292 CV), mientras que la potencia del modelo normal con carburador de cuatro cuerpos se declaró en 255 HP (190 kW; 259 CV). El sistema EFI en el Rebel era una configuración mucho más avanzada que los tipos mecánicos que aparecían entonces en el mercado y los motores funcionaban bien en climas cálidos, pero tenían dificultades para arrancar en temperaturas más frías. Según los informes, todos los automóviles EFI se convirtieron en unidades con carburadores de cuatro cuerpos antes de venderse; y se sabe que no se comercializó ninguno fuera del departamento de ingeniería de AMC.
El principal problema era que los primeros componentes electrónicos no eran lo suficientemente rápidos para asumir el control del motor en tiempo real. Chrysler utilizó esta configuración para el año modelo de 1958 en sus líneas de automóviles Dodge, Chrysler, Plymouth y DeSoto. También fracasó, teniendo los mismos problemas.
Bendix otorgó licencias de patentes basadas en su diseño de la década de 1950 (patente con fecha de 1960) a Bosch, empresa que lo perfeccionó como base para sus sistemas de inyección D-Jetronic, utilizados por primera vez en 1967.

### Aplicaciones marinas
El 250 y el 327 también fueron ofrecidos por Gray Marine Motor Company como motores marinos con el nombre de "Fireball" a partir de 1958. Gray comenzó a ofrecer en 1959 el motor 250, que se comercializó en versiones de 135, 160, 170, 175, 178 y 185 caballos. El 327 se fabricó con potencias de 188, 215, 220, 225 y 238 caballos. Gray usó el 250 hasta 1966. El 327 se usó como modelo de 220 hp en 1967, el último año en que se usó un AMC V8.

## Gen-2 AMC V8 de plataforma corta (1966-1970)

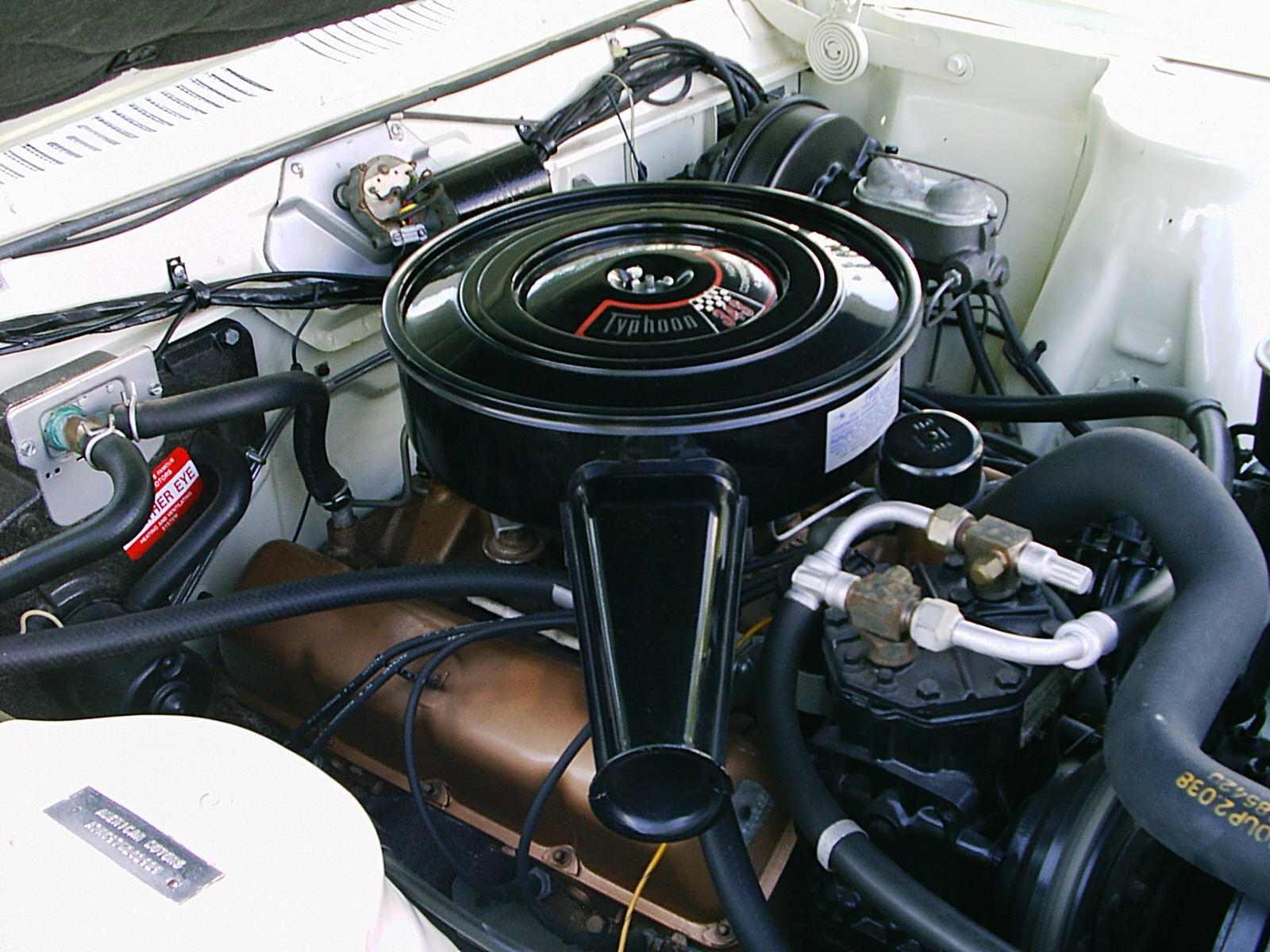
Compartimento del motor de un Rambler Marlin de 1967, con un V8 343 Typhoon

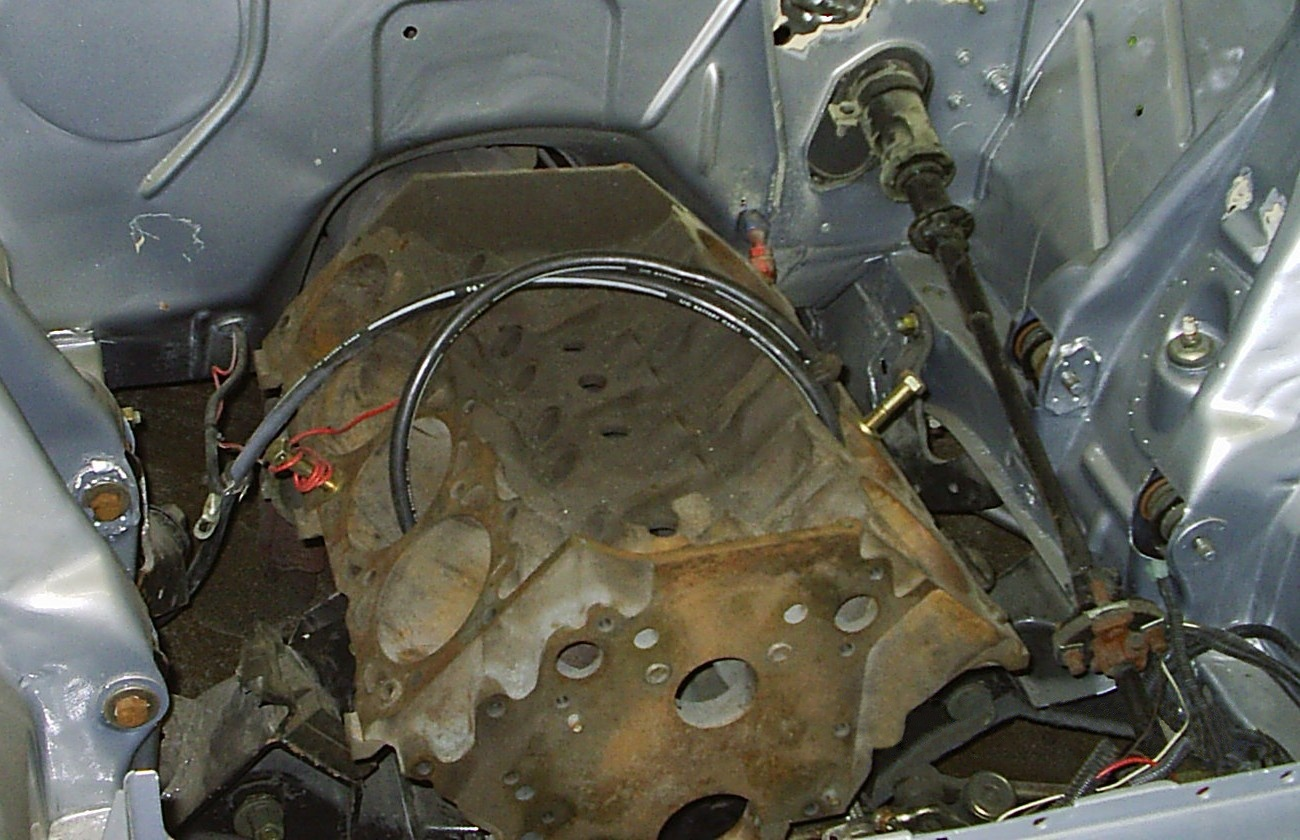
Bloque del motor V8 de un AMC AMX de 1969

El AMC V8 de nueva generación se introdujo en 1966, siendo denominado en ocasiones como AMC V8 "Gen-2". La primera versión fue el Typhoon V8 de 290 plg³ (4,8 L), una versión completamente nueva presentada en un modelo "Rogue" de techo rígido especial de mediados de 1966. Disponible en la versión de 200 HP (149 kW; 203 CV) con carburador de dos cuerpos o produciendo 225 HP (168 kW; 228 CV) con un carburador de cuatro cuerpos y alta compresión, los nuevos motores utilizaban tecnología de fundición de "pared delgada" y pesaban solo 540 libras (245 kg), y se fabricaron hasta 1969 con tres cilindradas: 290 plg³ (4,8 L), 343 plg³ (5,6 L) y 390 plg³ (6,4 L).
Los tres motores compartían el mismo diseño de bloque básico y medidas externas; las diferentes cilindradas se lograron a través de varias combinaciones de diámetro y carrera.
La posición de los centros de los cilindros se mantuvo igual que en los V8 Gen-1 (con una separación de 4,75 plg (120,7 mm)) para poder reutilizar el equipo mecánico vinculado a los pistones. Aparte de eso, este motor era muy diferente del modelo Gen-1, que era físicamente del tamaño de un motor Ford o GM de bloque grande y, a veces, se le llamaba como de "bloque grande". El Gen-2 estaba más cerca del tamaño físico de los V8 de bloque pequeño fabricados en EE. UU., excepto por la distancia de los centros de los cilindros, que era la misma que en algunos motores de bloque grande. Las únicas partes compartidas entre el Rambler V8 de 1966-67 y el AM V8 de 1966-91 eran las ruedas dentadas de distribución de la leva inferior y la cadena de distribución.
El AMC V8 no fue construido por Ford ni por nadie más, aunque tiene un extraño parecido con los últimos motores Buick V8 (400, 430, 455), con el que compartía el mismo diseño empleando una caja de engranajes de distribución que accionaba tanto el distribuidor como la bomba de aceite. También compartía el mismo esquema de lubricación que empleaba un solo canal para alimentar tanto las levas como la manivela desde el banco derecho del elevador al intersectar tangencialmente el orificio de la leva en lugar de dos pasajes perforados, uno desde la leva al cigüeñal y otro desde la manivela al banco derecho del elevador. Algunas partes eléctricas (motor de arranque y distribuidor) se compartían con Ford, y algunos modelos usaban carburadores Motorcraft (de Ford), pero el equilibrio del diseño del motor era único.
El AMC V8 Gen-2 de 290 plg³ (4,8 L) se presentó por primera vez en 1966. Se usó exclusivamente en el modelo Rambler American el primer año. La versión de 343 plg³ (5,6 L) se presentó en 1967 y el AMX de 390 plg³ (6,4 L) llegó a mediados de 1968. Estos bloques de motor se mantuvieron sin cambios hasta el año modelo de 1969.
La culata utilizada durante era del tipo de "puerto rectangular", llamada así por la forma de la sección de su colector de escape. Las culatas del 290 usaban válvulas de diámetro más pequeño (las de admisión de 1,787 plg (45,4 mm) y las de escape de 1,406 plg (35,7 mm)). El 343 y el AMX 390 usaban las mismas culatas de válvulas de diámetros más grandes (las de admisión de 2,025 plg (51,4 mm) y las de escape de 1,625 plg (41,3 mm).

### 290
La versión base de 290 plg³ (4,8 L) rendía 200 HP (149 kW) o 225 HP (168 kW) con un carburador de dos o de cuatro cuerpos respectivamente. Fue construido desde mediados del año modelo de 1966 hasta el año modelo de 1969. Tenía unas medidas de diámetro y carrera de 3,75 x 3,28 plg (95,3 x 83,3 mm). Solo se fabricaron 623 coches en 1966 con el motor 290. Estos motores estaban disponibles en los modelos Rogue de dos puertas del Rambler American especiales. El nuevo Rogue estaba disponible con una transmisión automática de tres velocidades o una transmisión manual de cuatro velocidades montada en el piso, y hacía que el automóvil dispusiera de una adecuada capacidad de aceleración.

### 343
El motor de 343 plg³ (5,6 L) tenía unas medidas de diámetro y carrera de 4,08 x 3,28 plg (103,6 x 83,3 mm). El 343/2V básico producía 235 HP (175 kW; 238 CV) y se fabricó entre 1967 y 1969. La potencia de la versión con carburador de cuatro cuerpos opcional era de 280 HP (209 kW; 284 CV), con un par motor bruto de 365 lb·pie (495 N·m). Esta versión tenía una relación de compresión de 10,2:1.

### AMX 390

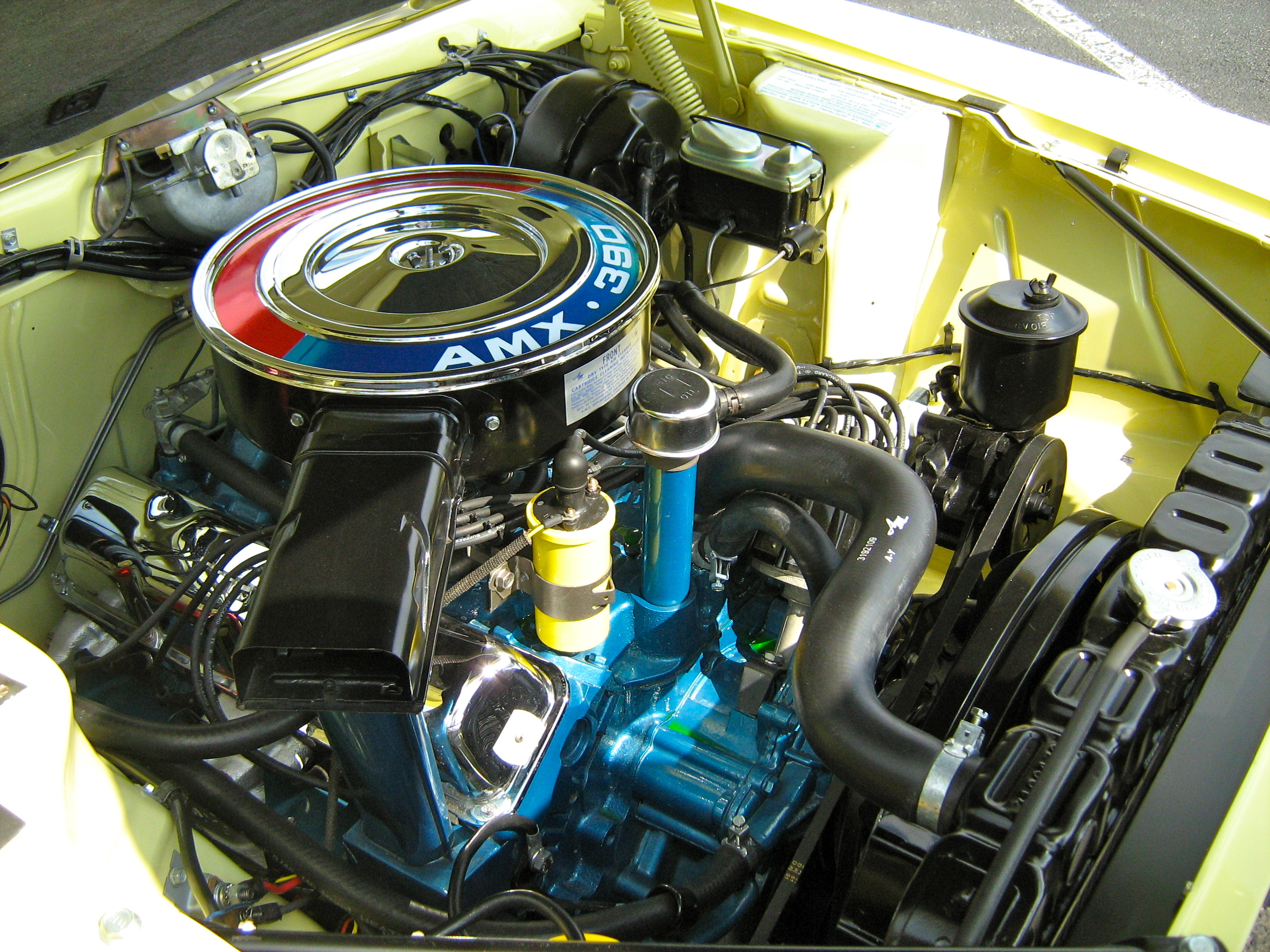
El motor AMC 390 en un AMX de 1968

El motor de 390 plg³ (6,4 L) del AMX tenía un diámetro y carrera de 4,165 x 3,574 plg (105,8 x 90,8 mm). Recibió una correa de soporte del cojinete principal más pesada que los AMC V8 más pequeños, así como un cigüeñal y bielas de acero forjado. Se usaron bielas forjadas por su resistencia conocida, dado que no hubo tiempo suficiente para probar la durabilidad de las piezas moldeadas sin retrasar el programa de introducción de AMC. Una vez que se fabricaron los troqueles de forja, no fue rentable probar piezas fundidas debido a la cantidad relativamente baja de motores producidos. El uso de estos componentes más resistentes también continuó con la producción de los motores 401, lo que supuso una ventaja cuando se usaron en aplicaciones de alto rendimiento porque no presentaban problemas con la rotura de sus bielas, a diferencia de los motores de bloque pequeño de gran cilindrada de otros fabricantes de automóviles estadounidenses. El Gen-2 AMX 390 rendía 315 HP (235 kW; 319 CV) y fue construido en 1968 y 1969.

## Gen-3 AMC de plataforma alta (1970-1991)

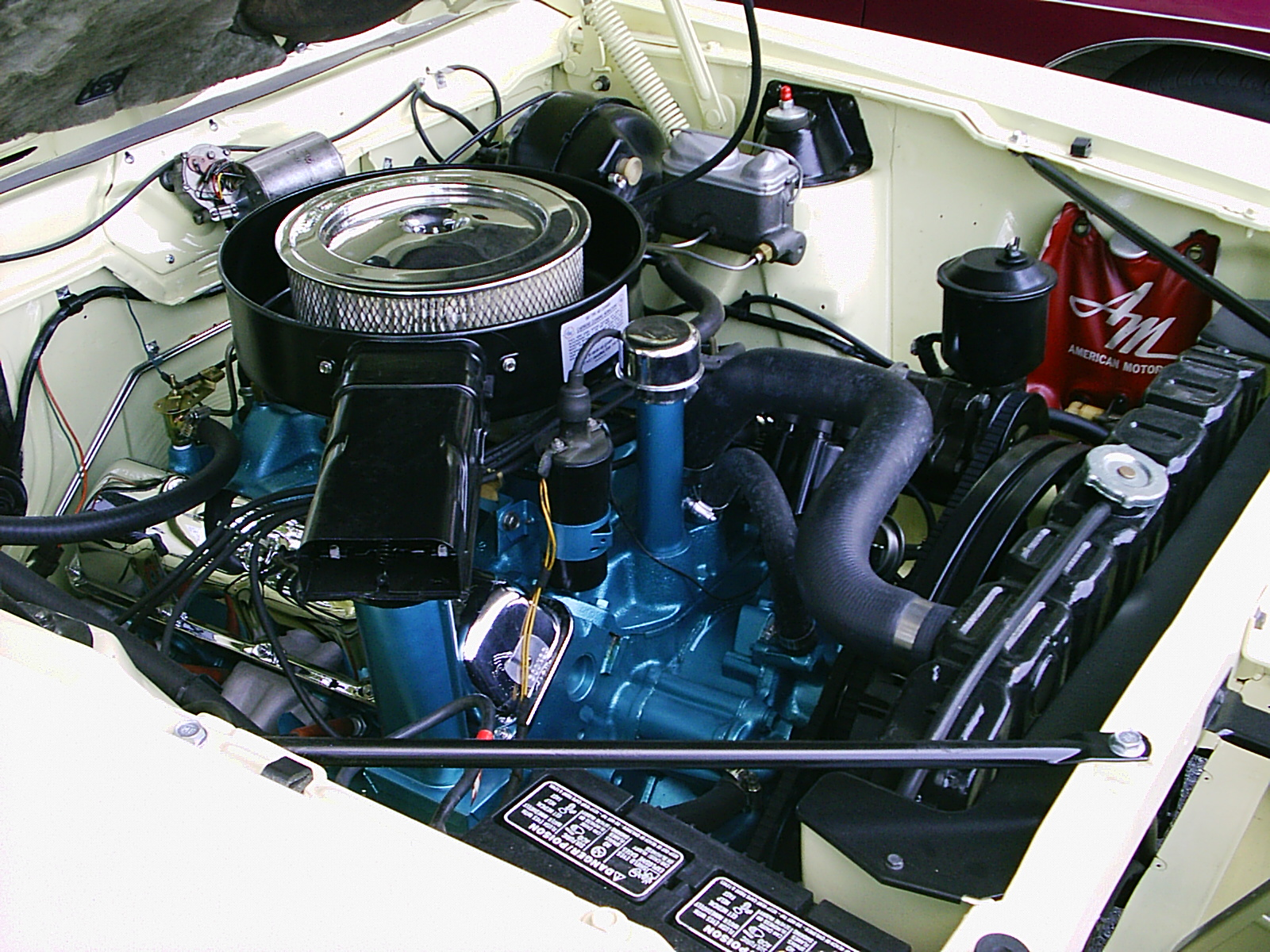
Compartimento del motor de un Javelin de 1970 con una Ram Air 390 V8

En 1970, los tres bloques crecieron en altura y recibieron un nuevo diseño de culata. Aunque el motor era una continuación del Gen-2 V8, estos cambios hicieron que se considerase como la tercera generación del AMC V8 o "Gen-3". La carrera y la altura de la plataforma en el 290 y el 343 se incrementaron en 0,16 plg (4,06 mm) en ambos motores, convirtiéndose en 304 plg³ (5 L) y 360 plg³ (5,9 L), respectivamente. El AMX 390 de 1970 se mantuvo en la misma cilindrada mediante el uso de una biela y un pistón especiales solo para aquel año. Se cree que AMC mantuvo el 390 este último año debido a la reputación que se había ganado en el AMX biplaza, entonces todavía en producción (que se suspendería después de 1970). En 1971, el 390 también fue equipado con el mismo incremento de carrera que las otras dos versiones del motor para convertirse en el 401.
La otra modificación importante incorporada en 1970 fue el cambio a las culatas de "pata de perro", con un flujo un 20 % mejor en el lado del escape que el sistema de puerto rectangular utilizado entre 1966 y 1969 y, por lo tanto, suponían una mejora del rendimiento. Había dos razones para el aumento del flujo: (1) El área del puerto es más grande, debido a la pata de perro y (2) La forma del suelo del puerto cambió de una curva cóncava a una convexa. El suelo cóncavo tendía a desviar el flujo de escape hacia arriba, lo que provocaba turbulencias cuando se obligaba al flujo a descender por los colectores de escape. Al cambiar a un suelo convexo, la curvatura del flujo comienza en la cabeza y avanza mucho más suavemente hacia el colector de escape, lo que genera menos turbulencia y un mejor flujo.
Los dos pernos de sujeción centrales de cada culata se reubicaron para evitar confusiones accidentales de las tomas del Gen-2 y del Gen-3.
Las culatas de los AMC 319 y 291 utilizadas entre 1970 y mediados de 1971 tenían puertos de escape de pata de perro y cámaras de combustión de 50-52 cc. Se identificaban comúnmente por los primeros tres dígitos (319) o los últimos tres (291 para los 360-401; el 304 usaba una fundición diferente) del número de fundición. Hubo un cambio de tendencia en toda la industria automotriz de EE. UU. a relaciones de compresión más bajas a mediados de 1971, por lo que AMC aumentó el tamaño de la cámara de combustión a 58-59 cc. Los tres primeros dígitos del número de colada en las culatas de cámaras de combustión grandes son 321, 322 o 323 según el año. La única diferencia entre los cabezales Gen-3 de cámara pequeña y de cámara grande era el tamaño de la propia cámara de combustión.
La caída de potencia anunciada entre 1971 y 1972 ('71 304/210 hp y '72 304/150 hp, por ejemplo) no se debía a ningún cambio del motor, sino a un cambio en toda la industria de la forma de calcular la potencia neta de un motor propuesta por la SAE. Los motores de 1971 y 1972 producían exactamente la misma potencia, aunque sus cifras declaradas fuesen diferentes por el motivo expuesto. Las versiones de 1971 y anteriores se clasificaron utilizando la potencia "bruta", es decir, con los motores funcionando sin accesorios o correas de transmisión, filtros de aire ni restricciones del sistema de escape. El cambio a las clasificaciones de caballos "netos" más realistas para 1972 y años posteriores requería que el motor impulsara todos los accesorios de fábrica y que usara el sistema de filtro de aire de fábrica y un escape de también de fábrica simulado. La potencia se medía en las ruedas en ambos sistemas. Por ejemplo, incluso con las modificaciones para reducir más las emisiones y aumentar la eficiencia, el motor AMC de 401 plg³ (6,6 L) se encontraba entre los más potentes disponibles en un automóvil estadounidense en 1971, con más caballos que el Pontiac estándar de 455 plg³ (7,5 L) y que el Chevrolet de 454 plg³ (7,4 L) que impulsaba al Corvette.

### 304

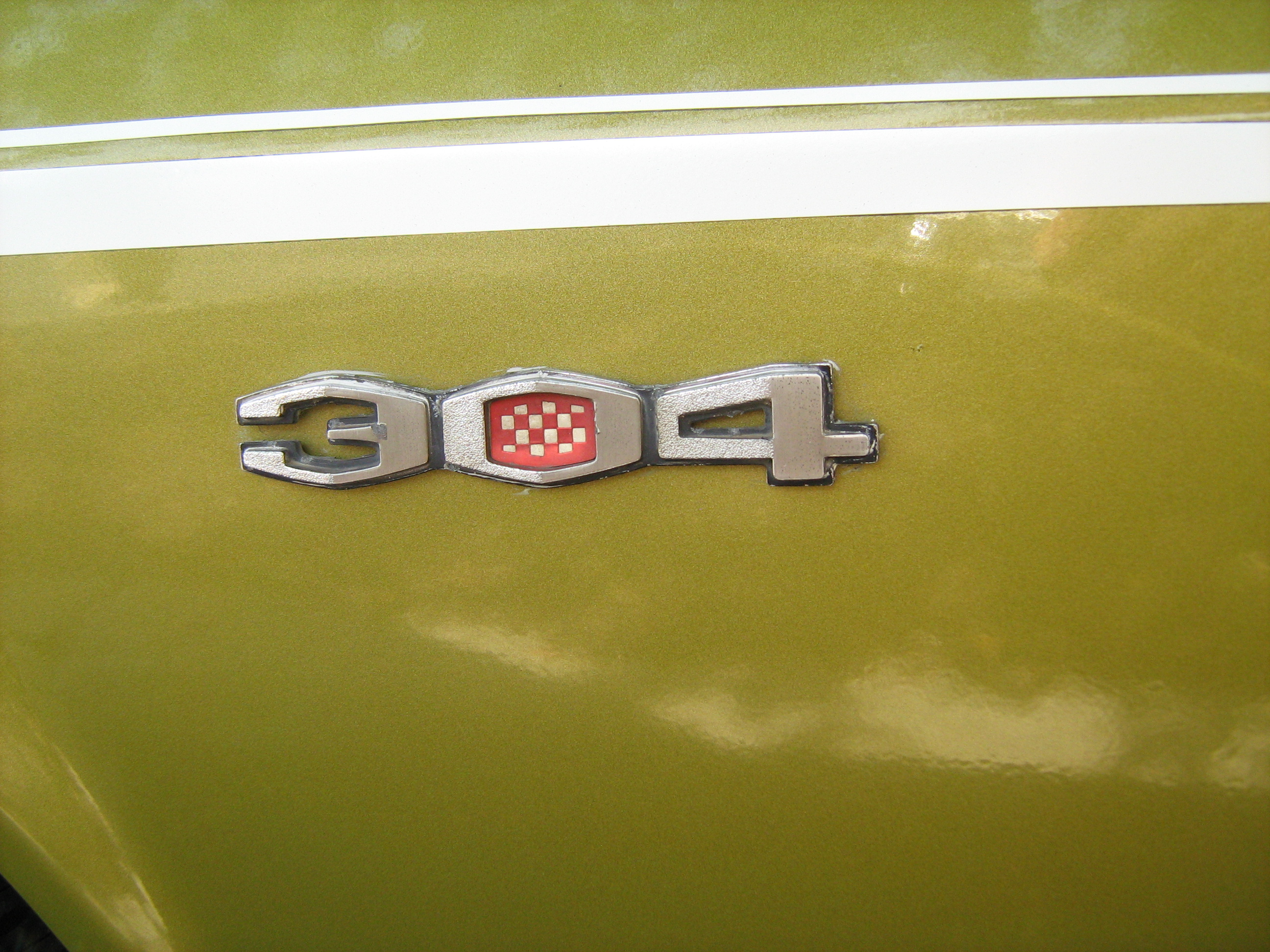
Emblema de 1970

El 304 tenía un desplazamiento de 304 plg³ (5 L), que producía 210 HP (157 kW; 213 CV) (índice bruto) en 1970-71 y se fabricó a partir de 1970. La potencia declarada disminuyó anualmente a partir de entonces, inicialmente debido a un cambio de las mediciones SAE desde la bruta a la neta. Los modelos de 1972 a 1975 se tasaron en 150 HP (112 kW; 152 CV) (calificación neta desde 1972 en adelante). En 1978 se declaró una potencia de 130,5 HP (97 kW; 132 CV) y de 125 HP (93 kW; 127 CV) en 1979, el último año en que se instaló en automóviles de pasajeros, y en 1980–81, los últimos años en que se usó en vehículos Jeep. Los motores V8 International Harvester de 304 pulgadas cúbicas (5 L) SV "Comanche" a veces se confunden con el AMC 304, aunque la familia de motores IHC V8 no tiene relación con el AMC V8 y, de hecho, se fabricó por primera vez en 1959, 11 años antes de que fuera diseñado el AMC 304. La similitud en la cilindrada es pura coincidencia.

### 360

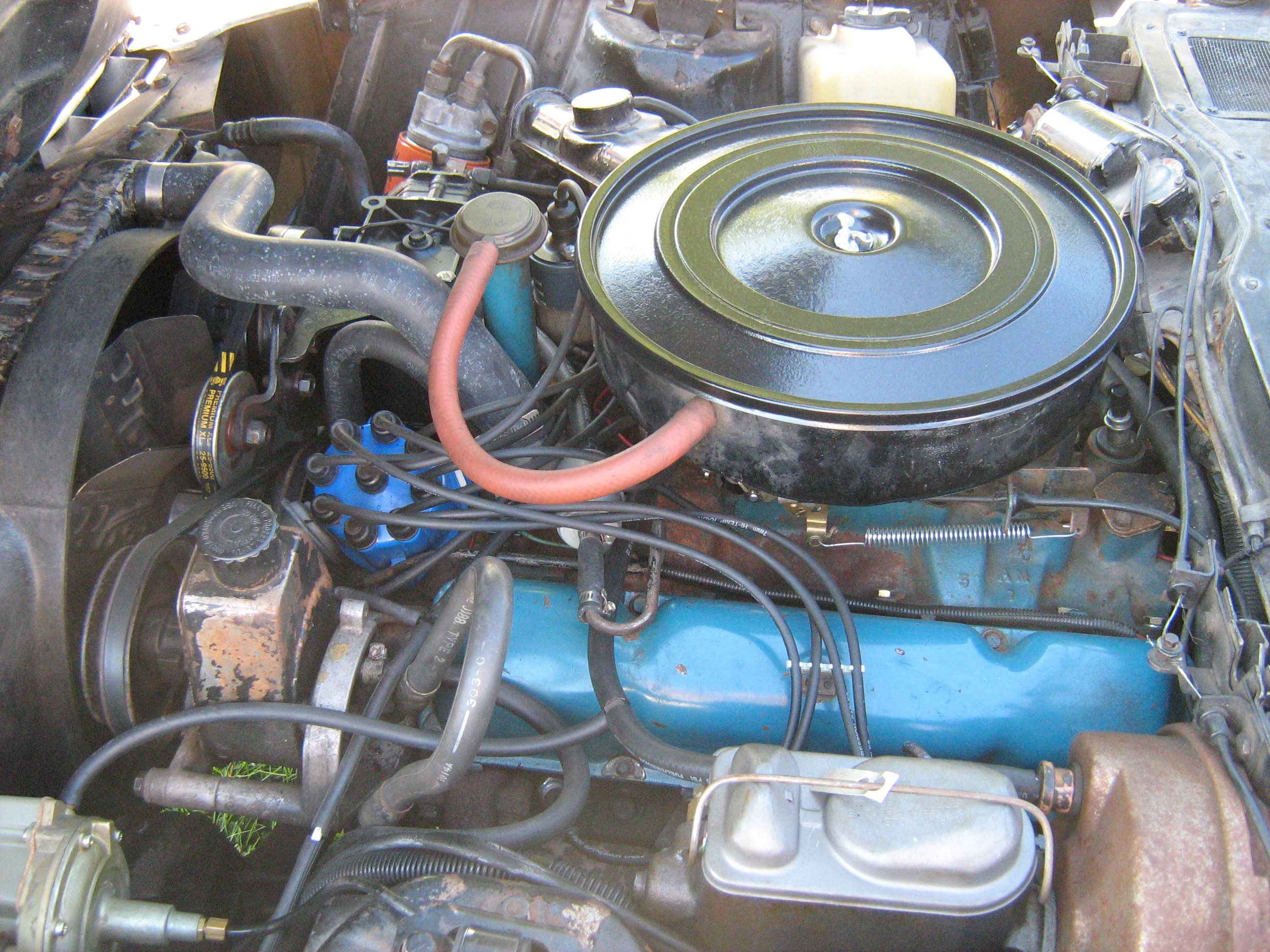
El AMC 360 V8 era el propulsor estándar en el deportivo Bricklin SV-1 de 1974

El AMC 360 tenía una cilindrada de 359,8 plg³. La versión con carburador de 2 cuerpos rendía 235 HP (175 kW; 238 CV) a 245 HP (183 kW; 248 CV) en 1970 hasta principios de 1971, mientras que el de 4 cuerpos producía 285 HP (213 kW; 289 CV) a 295 HP (220 kW; 299 CV), 175 HP (130 kW; 177 CV) a 220 HP (164 kW; 223 CV) desde mediados de 1971 a 1975, 140 HP (104 kW; 142 CV) a 180 HP (134 kW; 182 CV) en 1976, 129 HP (96 kW; 131 CV) en 1977 y 160 HP (119 kW; 162 CV) de 1978 a 1991.
Este motor se usó en el AMX de 1970 como motor base y también en los modelos Rebel de 1970, Matador de 1971 a 1978, en las camionetas Jeep J-series de 1970 a 1987, en modelos del Wagoneer (SJ) de 1972 a 1984, en el Cherokee (SJ) de 1974 a 1983, así como en los modelos Grand Wagoneer de tamaño completo de 1984 a 1991, convirtiéndose en el último motor con carburador atmosférico utilizado en un vehículo fabricado en Estados Unidos. El 360 V8 también se instaló en el deportivo Bricklin SV-1 para el año modelo 1974.
El 360 fue el último AMC V8 que se fabricó. Continuó produciéndose después de que Chrysler comprara American Motors en 1987 como motor estándar en el Jeep Grand Wagoneer hasta 1991, con la única modificación de la marca "360" en el bloque de fundición reemplazada por "5.9L" en el costado del bloque.

### 390
El motor AMC V8 de 390 plg³ (6,4 L) producía 325 HP (330 CV; 242 kW) y tenía un par motor de 420 lb·pie (569 N·m; 58 kg·m) en todas sus variantes, excepto en el modelo Rebel Machine. Este motor adecuado para los muscle cars se declaró con una potencia de 340 HP (345 CV; 254 kW) y 430 lb·pie (583 N·m; 59 kg·m) de par motor debido a una admisión diferente. La producción solo duró un año (1970) antes de que se convirtiera en el modelo 401 plg³ (6,6 L).

### 401

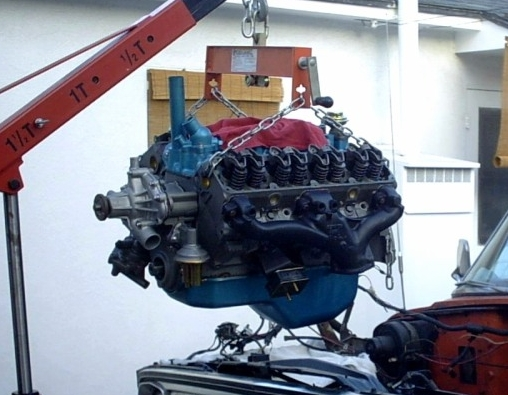
AMC 401 de 1974

El motor de 401,11 plg³ (6573,0 cm³) producía 330 HP (335 CV; 246 kW) brutos en 1971 y 255 HP (259 CV; 190 kW) netos de 1972 a 1975. En 1976 su potencia anunciada fue de 215 HP (218 CV; 160 kW). Al igual que el 390, el cigüeñal y las bielas del 401 eran de acero forjado. Fue producido por última vez en 1978.
El 401 estuvo disponible en las gamas de coches Javelin, Matador y Ambassador y en los Jeeps desde su presentación en 1971 hasta 1974. En 1975 y 1976, los controles de emisiones, las tarifas de seguros y los altos precios de la gasolina significaron que el 401 estaba disponible en el modelo grande Matador, y luego solo para pedidos del departamento de policía. Los compradores de Jeeps de tamaño completo (Wagoneer, Cherokee, J-10 y J-20) podían pedir un 401 hasta 1978 (pero ya no estuvo disponible en 1979). Este motor también se suministró a International Harvester para su uso como propulsor opcional en los camiones "Light Line pickup" y "Travelall" desde finales de 1973 hasta 1974, cuando se denominó como 'V-400' para diferenciarlo de la propia serie 401 V/LV de IHC.

### Bloques "Reemplazo de servicio"
También hubo un bloque de "Reemplazo de servicio" hecho con el diseño GEN-3 modificado, el mismo bloque de fundición del 401 (mismo número de fundición) sin la cilindrada marcada en el costado y con el diámetro de los pistones del 360 y una plataforma más gruesa. En teoría, este bloque único podría reconstruirse como cualquier motor 343-401 GEN-2 o GEN-3. Un distribuidor podría almacenar uno o dos bloques para dar cobertura a la garantía en caso de avería o fallo.
El área de la nervadura del cojinete principal era más gruesa en los bloques 390, 401 y SR, lo suficientemente gruesa como para perforar y roscar dos orificios adicionales para los pernos de la tapa de cuatro pernos del cojinete principal didponible en el mercado de accesorios, disponiendo así un extremo inferior más resistente. AMC nunca construyó un bloque principal de cuatro pernos de fábrica, vendieron tapas principales de cuatro pernos del mercado de accesorios a través de su programa de piezas de rendimiento Group 19.
El bloque SR también se vendió como un elemento de alto rendimiento adecuado para motores de competición. Apareció en 1970, a tiempo para la temporada de carreras Trans-Am de 1971 y se usó en los coches Trans-Am con respaldado de fábrica preparados por TRACO para Penske Racing, con Mark Donohue como piloto principal. Dado que era una pieza estándar de fábrica, el bloque no tenía que ser homologado según las reglas de T/A, y "no" se usó en las 2.501 unidades del Javelin "Mark Donohue" construidas para homologar el alerón de "cola de pato". Estos coches recibieron motores estándar de los tipos 360 o 390, a elección de los compradores.

## Especificaciones del motor

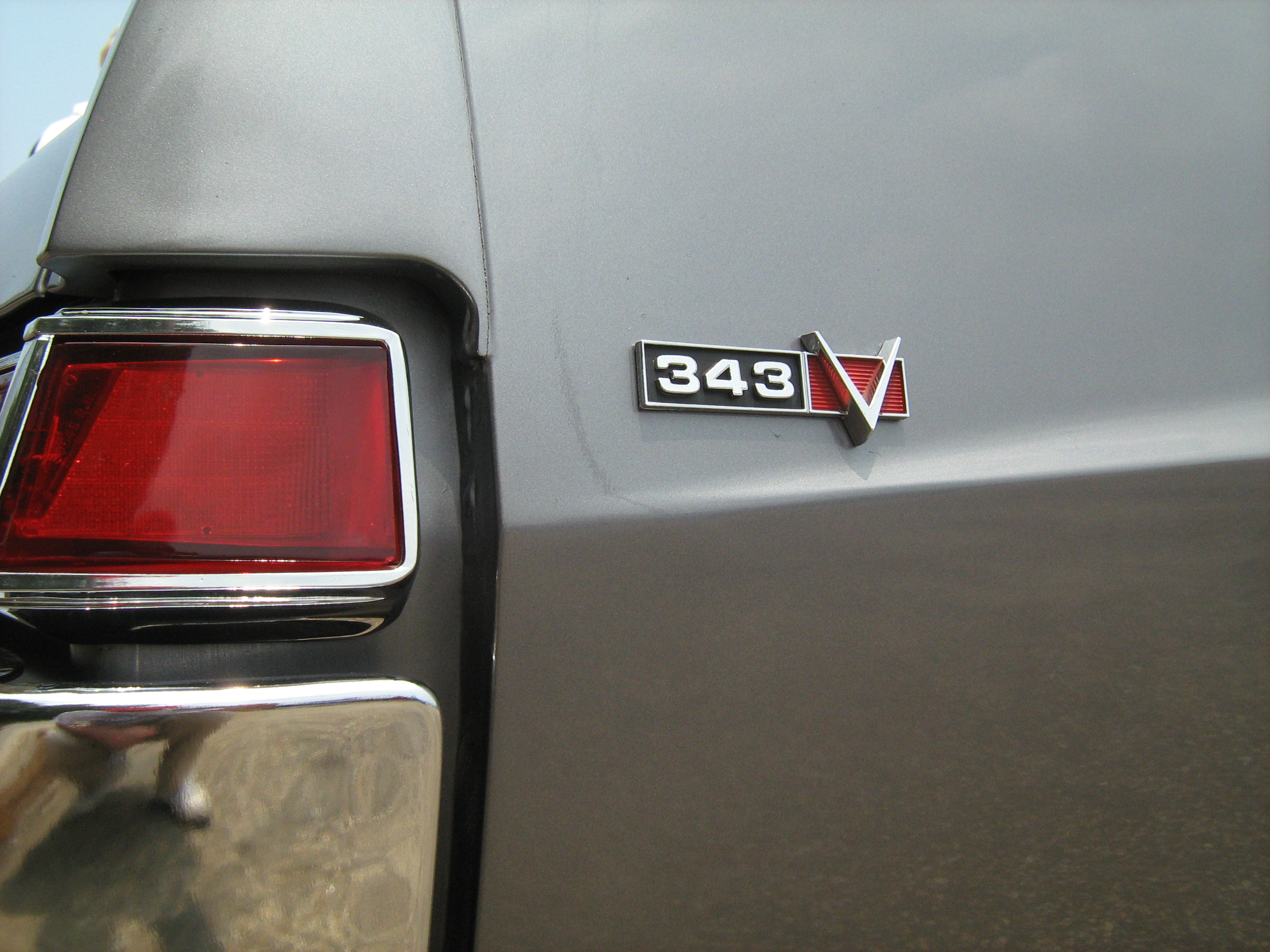
Emblema de los coches equipados con el motor V8 343 (1968-1969)

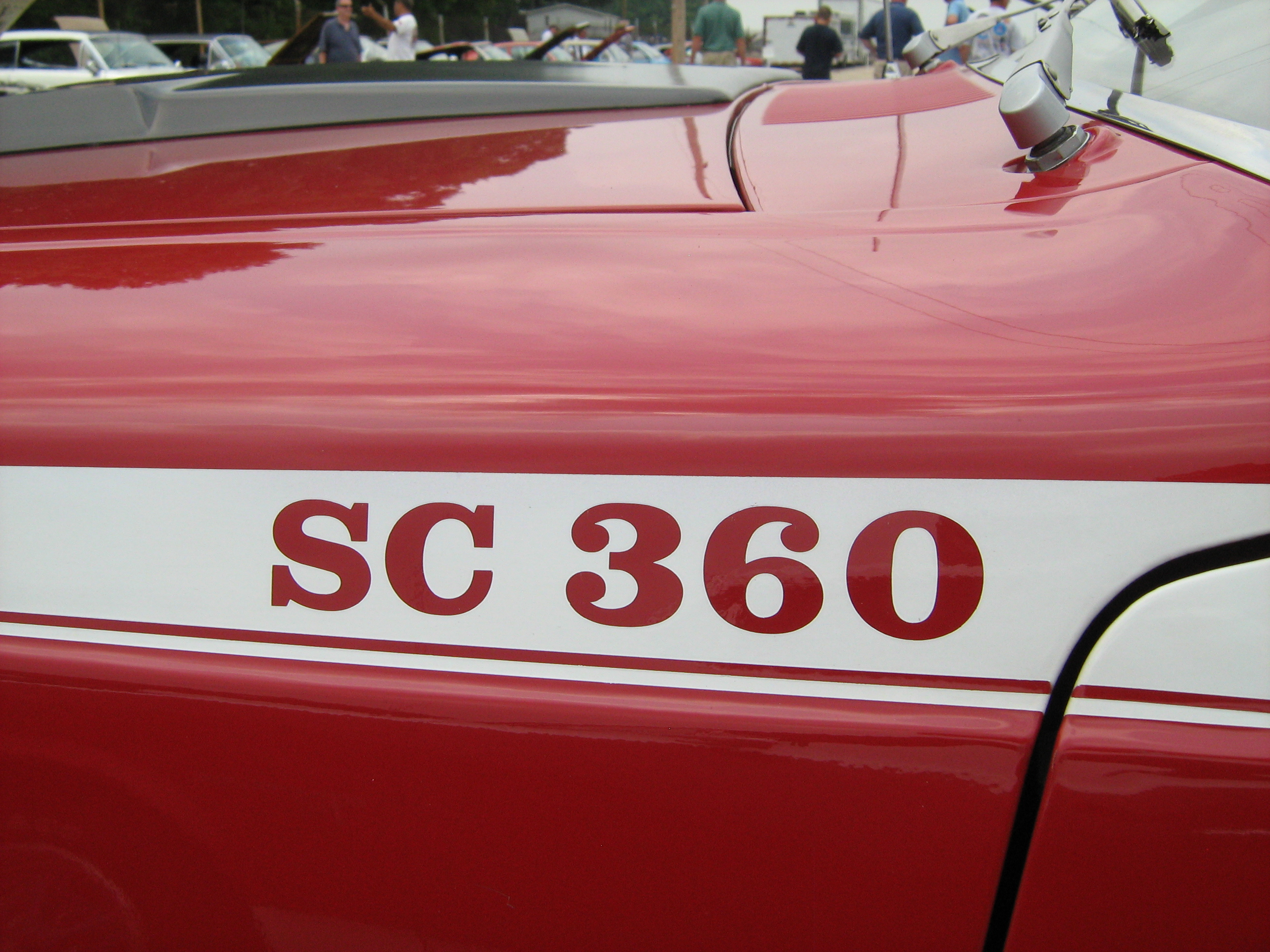
Banda de un Hornet de 1971 con el rótulo "SC 360"

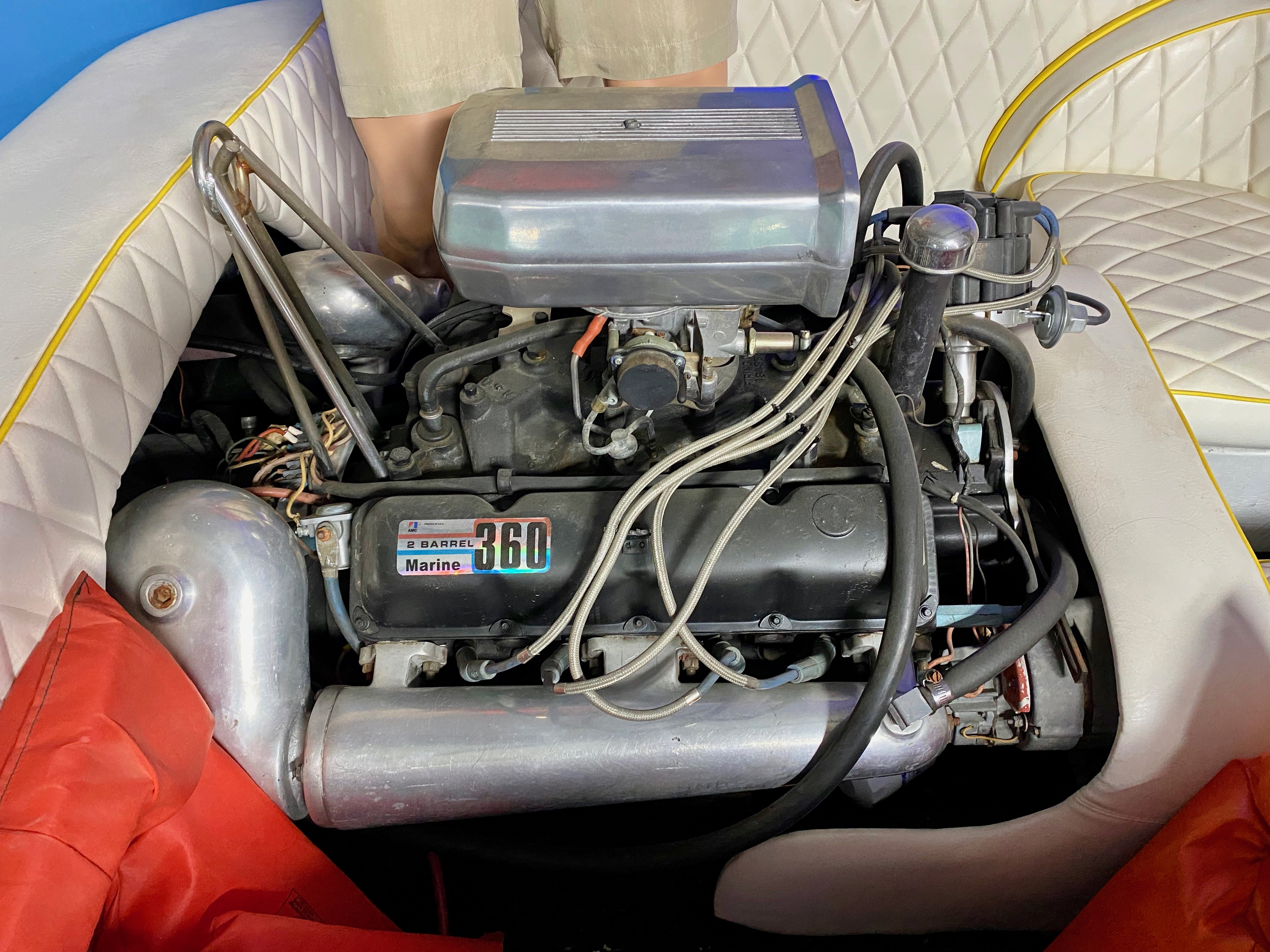
Motor marino 360 con carburador de dos cuerpos

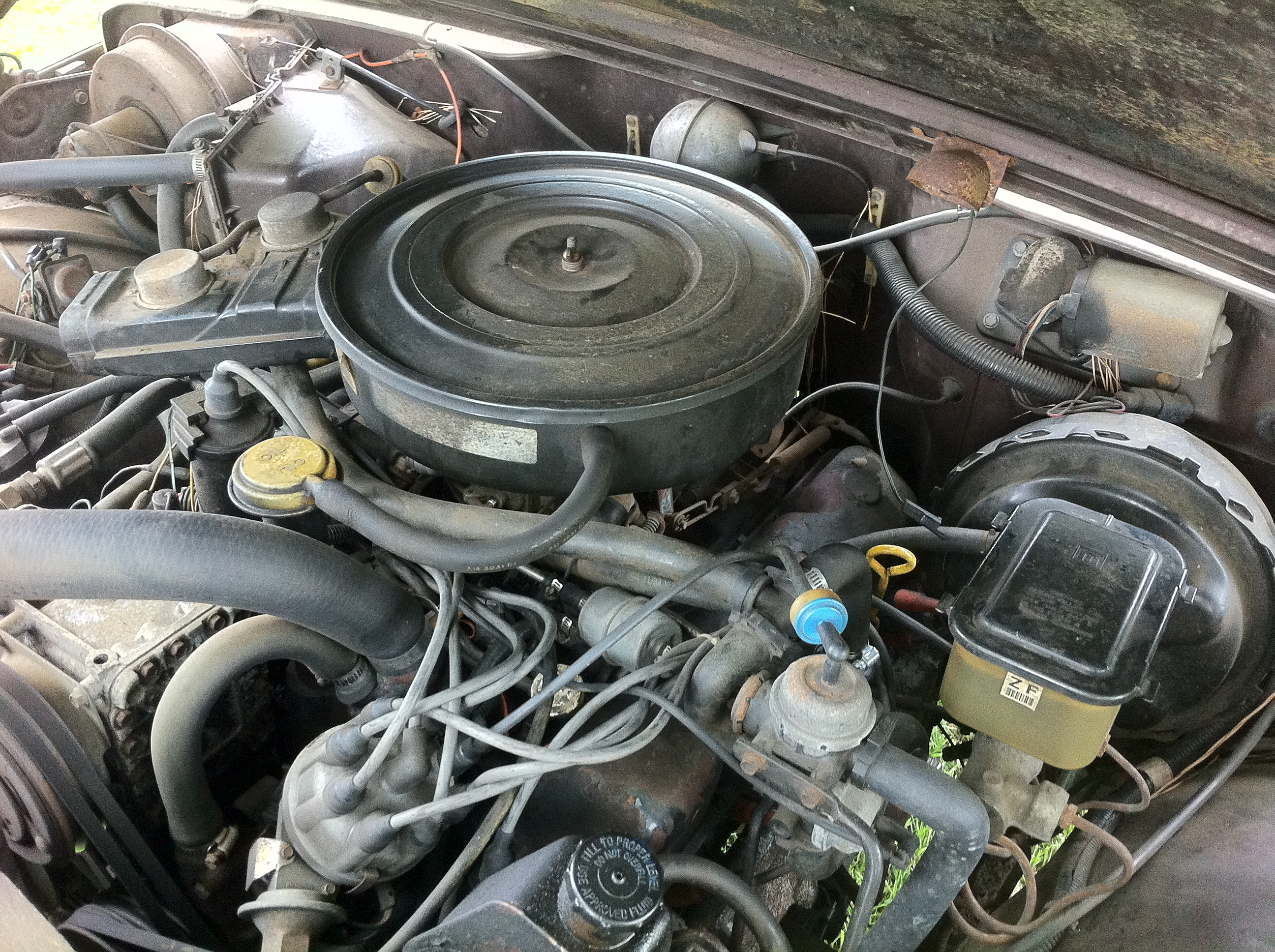
Motor 360 en un Jeep J-10 pickup

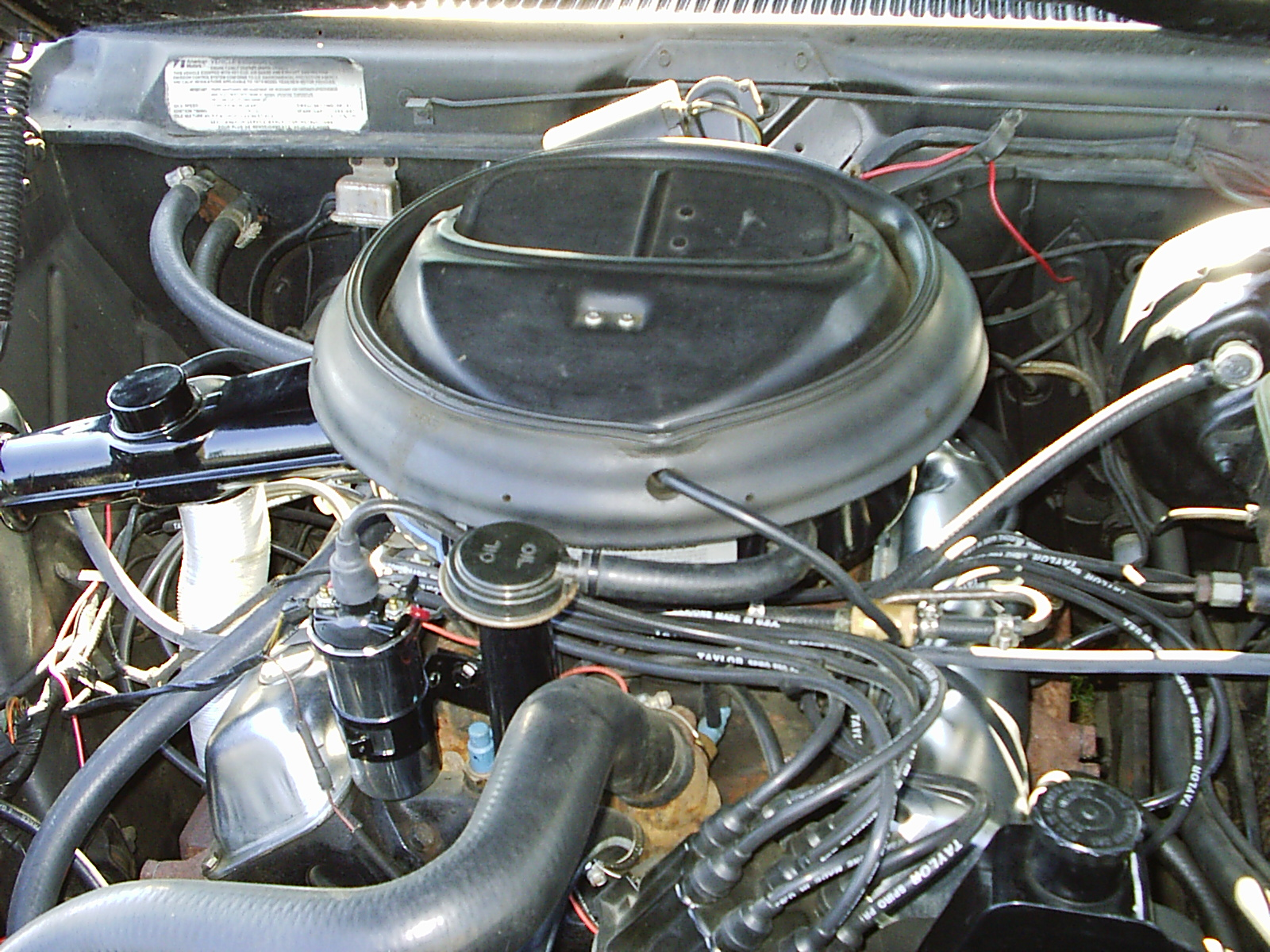
Sistema Ram Air del motor 401 de un Javelin AMX de 1973

Nota: Las cifras anteriores a 1972 se clasifican utilizando potencia SAE bruta. Los motores posteriores utilizan la medición de potencia SAE neta actual.
| Año  | Cilindrada (pulg³) Carburador | Potencia hp (kW) | Par motor lb·ft (N·m) | Relación compresión | Diámetro in (mm) | Carrera in (mm) |
| ---- | ----------------------------- | ---------------- | --------------------- | ------------------- | ---------------- | --------------- |
| 1966 | 287-2B                        | 198 (148) @ 4700 | 280 (380) @ 2600      | 8.7:1               | 3.75 (95.3)      | 3.25 (82.6)     |
| 1966 | 327-2B                        | 250 (186) @ 4700 | 340 (461) @ 2600      | 8.7:1               | 4 (101.6)        | 3.25 (82.6)     |
| 1966 | 327-4B                        | 270 (201) @ 4700 | 360 (488) @ 2600      | 9.7:1               | 4 (101.6)        | 3.25 (82.6)     |
| 1967 | 290-2B                        | 200 (149) @ 4700 | 285 (386) @ 2800      | 8.7:1               | 3.75 (95.3)      | 3.28 (83.3)     |
| 1967 | 290-4B                        | 225 (168) @ 4800 | 300 (407) @ 3200      | 10.0:1              | 3.75 (95.3)      | 3.28 (83.3)     |
| 1967 | 343-2B                        | 235 (175) @ 4400 | 345 (468) @ 2600      | 8.7:1               | 4.08 (103.6)     | 3.28 (83.3)     |
| 1967 | 343-4B                        | 280 (209) @ 4800 | 365 (495) @ 3000      | 10.2:1              | 4.08 (103.6)     | 3.28 (83.3)     |
| 1968 | 290-2B                        | 200 (149) @ 4600 | 285 (386) @ 2800      | 9.0:1               | 3.75 (95.3)      | 3.28 (83.3)     |
| 1968 | 290-4B                        | 225 (168) @ 4700 | 300 (407) @ 3200      | 10.0:1              | 3.75 (95.3)      | 3.28 (83.3)     |
| 1968 | 343-2B                        | 235 (175) @ 4400 | 345 (468) @ 2600      | 9.0:1               | 4.08 (103.6)     | 3.28 (83.3)     |
| 1968 | 343-4B                        | 280 (209) @ 4800 | 365 (495) @ 3000      | 10.2:1              | 4.08 (103.6)     | 3.28 (83.3)     |
| 1968 | 390-4B                        | 315 (235) @ 4600 | 425 (576) @ 3200      | 10.2:1              | 4.165 (105.8)    | 3.574 (90.8)    |
| 1969 | 290-2B                        | 200 (149) @ 4600 | 285 (386) @ 2800      | 9.0:1               | 3.75 (95.3)      | 3.28 (83.3)     |
| 1969 | 290-4B                        | 225 (168) @ 4700 | 300 (407) @ 3200      | 10.0:1              | 3.75 (95.3)      | 3.28 (83.3)     |
| 1969 | 343-2B                        | 235 (175) @ 4400 | 345 (468) @ 2600      | 9.0:1               | 4.08 (103.6)     | 3.28 (83.3)     |
| 1969 | 343-4B                        | 280 (209) @ 4800 | 365 (495) @ 3000      | 10.2:1              | 4.08 (103.6)     | 3.28 (83.3)     |
| 1969 | 390-4B                        | 315 (235) @ 4600 | 425 (576) @ 3200      | 10.2:1              | 4.165 (105.8)    | 3.574 (90.8)    |
| 1969 | 390-4B (SS/AMX)               | 340 (254) @ 4800 | 430 (583) @ 3400      | 12.2:1              | 4.165 (105.8)    | 3.574 (90.8)    |
| 1970 | 304-2B                        | 210 (157) @ 4400 | 305 (413) @ 2800      | 9.0:1               | 3.75 (95.3)      | 3.44 (87.4)     |
| 1970 | 360-2B                        | 245 (183) @ 4400 | 365 (495) @ 2600      | 8.5:1               | 4.08 (103.6)     | 3.44 (87.4)     |
| 1970 | 360-4B (early)                | 290 (216) @ 4800 | 390 (529) @ 3000      | 10.2:1              | 4.08 (103.6)     | 3.44 (87.4)     |
| 1970 | 360-4B (late)                 | 295 (220) @ 4800 | 395 (536) @ 3000      | 10.5:1              | 4.08 (103.6)     | 3.44 (87.4)     |
| 1970 | 390-4B                        | 325 (242) @ 5000 | 420 (569) @ 3200      | 10.2:1              | 4.165 (105.8)    | 3.574 (90.8)    |
| 1970 | 390-4B (machine)              | 340 (254) @ 5000 | 427 (579) @ 3600      | 10.2:1              | 4.165 (105.8)    | 3.574 (90.8)    |
| 1971 | 304-2B                        | 210 (157) @ 4400 | 300 (407) @ 2600      | 8.4:1               | 3.75 (95.3)      | 3.44 (87.4)     |
| 1971 | 360-2B                        | 245 (183) @ 4400 | 365 (495) @ 2600      | 8.5:1               | 4.08 (103.6)     | 3.44 (87.4)     |
| 1971 | 360-4B (early)                | 295 (220) @ 4800 | 395 (536) @ 3000      | 10.5:1              | 4.08 (103.6)     | 3.44 (87.4)     |
| 1971 | 360-4B (late)                 | 285 (212) @ 4800 | 385 (522) @ 3000      | 9.5:1               | 4.08 (103.6)     | 3.44 (87.4)     |
| 1971 | 401-4B (early)                | 335 (250) @ 5000 | 435 (590) @ 3400      | 10.2:1              | 4.165 (105.8)    | 3.68 (93.5)     |
| 1971 | 401-4B (late)                 | 330 (246) @ 5000 | 430 (583) @ 3400      | 9.5:1               | 4.165 (105.8)    | 3.68 (93.5)     |
| 1972 | 304-2B                        | 150 (112) @ 4200 | 245 (332) @ 2500      | 8.4:1               | 3.75 (95.3)      | 3.44 (87.4)     |
| 1972 | 360-2B                        | 170 (127) @ 4000 | 285 (386) @ 2400      | 8.25:1              | 4.08 (103.6)     | 3.44 (87.4)     |
| 1972 | 360-4B                        | 195 (145) @ 4400 | 295 (400) @ 2900      | 8.25:1              | 4.08 (103.6)     | 3.44 (87.4)     |
| 1972 | 360-4B (dual ex)              | 220 (164) @ 4400 | 315 (427) @ 3100      | 8.25:1              | 4.08 (103.6)     | 3.44 (87.4)     |
| 1972 | 401-4B                        | 235 (175) @ 4600 |                       | 8.25:1              | 4.165 (105.8)    | 3.68 (93.5)     |
| 1972 | 401-4B (dual ex)              | 255 (190) @ 4600 | 345 (468) @ 3300      | 8.25:1              | 4.165 (105.8)    | 3.68 (93.5)     |
| 1973 | 304-2B                        | 150 (112) @ 4200 | 245 (332) @ 2500      | 8.4:1               | 3.75 (95.3)      | 3.44 (87.4)     |
| 1973 | 360-2B                        | 170 (127) @ 4000 | 285 (386) @ 2400      | 8.25:1              | 4.08 (103.6)     | 3.44 (87.4)     |
| 1973 | 360-4B                        | 195 (145) @ 4400 | 295 (400) @ 2900      | 8.25:1              | 4.08 (103.6)     | 3.44 (87.4)     |
| 1973 | 360-4B (dual ex)              | 220 (164) @ 4400 | 315 (427) @ 3100      | 8.25:1              | 4.08 (103.6)     | 3.44 (87.4)     |
| 1973 | 401-4B                        | 235 (175) @ 4600 |                       | 8.25:1              | 4.165 (105.8)    | 3.68 (93.5)     |
| 1973 | 401-4B (dual ex)              | 255 (190) @ 4600 | 345 (468) @ 3300      | 8.25:1              | 4.165 (105.8)    | 3.68 (93.5)     |
| 1974 | 304-2B                        | 150 (112) @ 4200 | 245 (332) @ 2500      | 8.4:1               | 3.75 (95.3)      | 3.44 (87.4)     |
| 1974 | 360-2B                        | 170 (127) @ 4000 | 285 (386) @ 2400      | 8.25:1              | 4.08 (103.6)     | 3.44 (87.4)     |
| 1974 | 360-4B                        | 195 (145) @ 4400 | 295 (400) @ 2900      | 8.25:1              | 4.08 (103.6)     | 3.44 (87.4)     |
| 1974 | 360-4B (dual ex)              | 220 (164) @ 4400 | 315 (427) @ 3100      | 8.25:1              | 4.08 (103.6)     | 3.44 (87.4)     |
| 1974 | 401-4B                        | 235 (175) @ 4600 |                       | 8.25:1              | 4.165 (105.8)    | 3.68 (93.5)     |
| 1974 | 401-4B (dual ex)              | 255 (190) @ 4600 | 345 (468) @ 3300      | 8.25:1              | 4.165 (105.8)    | 3.68 (93.5)     |
| 1975 | 304-2B                        | 150 (112) @ 4200 | 245 (332) @ 2500      | 8.4:1               | 3.75 (95.3)      | 3.44 (87.4)     |
| 1975 | 360-2B                        | 175 (130) @ 4000 | 285 (386) @ 2400      | 8.25:1              | 4.08 (103.6)     | 3.44 (87.4)     |
| 1975 | 360-4B                        | 195 (145) @ 4400 | 295 (400) @ 2900      | 8.25:1              | 4.08 (103.6)     | 3.44 (87.4)     |
| 1975 | 360-4B (dual ex)              | 220 (164) @ 4400 | 315 (427) @ 3100      | 8.25:1              | 4.08 (103.6)     | 3.44 (87.4)     |
| 1975 | 401-4B                        | 255 (190) @ 4600 | 345 (468) @ 3300      | 8.25:1              | 4.165 (105.8)    | 3.68 (93.5)     |
| 1976 | 304-2B                        | 120 (89) @ 3200  | 220 (298) @ 2200      | 8.4:1               | 3.75 (95.3)      | 3.44 (87.4)     |
| 1976 | 360-2B                        | 140 (104) @ 4000 | 260 (353) @ 2400      | 8.25:1              | 4.08 (103.6)     | 3.44 (87.4)     |
| 1976 | 360-4B                        | 180 (134) @ 4400 | 280 (380) @ 2800      | 8.25:1              | 4.08 (103.6)     | 3.44 (87.4)     |
| 1976 | 401-4B                        | 215 (160) @ 4200 | 320 (434) @ 2800      | 8.25:1              | 4.165 (105.8)    | 3.68 (93.5)     |
| 1977 | 304-2B                        | 121 (90) @ 3450  | 219 (297) @ 2000      | 8.4:1               | 3.75 (95.3)      | 3.44 (87.4)     |
| 1977 | 360-2B                        | 129 (96) @ 3700  | 245 (332) @ 1600      | 8.25:1              | 4.08 (103.6)     | 3.44 (87.4)     |
| 1977 | 360-4B                        | 170 (127) @ 3500 | 280 (380) @ 2800      | 8.25:1              | 4.08 (103.6)     | 3.44 (87.4)     |
| 1977 | 401-4B                        | 195 (145) @ 3500 | 305 (413) @ 2800      | 8.25:1              | 4.165 (105.8)    | 3.68 (93.5)     |
| 1978 | 304-2B                        | 130 (97) @ 3200  | 238 (323) @ 2000      | 8.4:1               | 3.75 (95.3)      | 3.44 (87.4)     |
| 1978 | 360-2B                        | 140 (104) @ 3350 | 278 (377) @ 2000      | 8.25:1              | 4.08 (103.6)     | 3.44 (87.4)     |
| 1978 | 360-4B                        |                  |                       | 8.25:1              | 4.08 (103.6)     | 3.44 (87.4)     |
| 1978 | 401-4B                        | 4.165 (105.8)    | 3.68 (93.5)           | 8.25:1              |                  |                 |
| 1979 | 304-2B                        | 125 (93) @ 3200  | 220 (298) @ 2400      | 8.4:1               | 3.75 (95.3)      | 3.44 (87.4)     |
| 1979 | 360-2B                        |                  | 8.5:1                 | 4.08 (103.6)        |                  | 3.44 (87.4)     |
| 1979 | 360-4B                        |                  |                       | 4.08 (103.6)        |                  | 3.44 (87.4)     |
| 1980 | 304-2B                        | 125 (93) @ 3200  | 220 (298) @ 2400      | 8.4:1               | 3.75 (95.3)      | 3.44 (87.4)     |
| 1980 | 360-2B                        |                  |                       |                     | 4.08 (103.6)     | 3.44 (87.4)     |
| 1980 | 360-4B                        |                  |                       |                     | 4.08 (103.6)     | 3.44 (87.4)     |
| 1981 | 304-2B                        | 125 (93) @ 3200  | 220 (298) @ 2400      | 8.4:1               | 3.75 (95.3)      | 3.44 (87.4)     |
| 1981 | 360-2B                        |                  |                       |                     | 4.08 (103.6)     | 3.44 (87.4)     |
| 1981 | 360-4B                        |                  |                       |                     | 4.08 (103.6)     | 3.44 (87.4)     |
| 1982 | 360-2B                        |                  |                       |                     | 4.08 (103.6)     | 3.44 (87.4)     |
| 1982 | 360-4B                        |                  |                       |                     | 4.08 (103.6)     | 3.44 (87.4)     |
| 1991 | 360-2B                        | 144 (107) @ 3000 | 280 (380) @ 1600      |                     | 4.08 (103.6)     | 3.44 (87.4)     |

## Indy 209
De 1976 a 1979, Jerry Grant "condujo el automóvil más potente que jamás haya aparecido en los Campeonatos de monoplazas de Estados Unidos": disponía de un motor AMC V8 de bloque Gen-2 de dos válvulas por cilindro de 209 plg³ (3,4 L) con turbocompresor que rendía 1100 HP (820 kW; 1115 CV) en su chasis Eagle 74. El coche era muy rápido en las rectas, pero el peso del motor hacía que en las curvas fuese más difícil de manejar. El motor utilizaba un diámetro interior de 3+3/4 plg (9,5 cm) y un cigüeñal plano de carrera 2,36 plg (6 cm).